# Micraglossa
Micraglossa là một chi bướm đêm thuộc họ Crambidae.

## Các loài
- Micraglossa aureata Inoue, 1982
- Micraglossa beia Li, Li & Nuss, 2010
- Micraglossa citrochroa (Turner, 1908)
- Micraglossa convatalalis Klunder van Gijen, 1913
- Micraglossa cupritincta Hampson, 1917
- Micraglossa flavidalis Hampson, 1907
- Micraglossa manoi Sasaki, 1998
- Micraglossa michaelshafferi Li, Li & Nuss, 2010
- Micraglossa nana Li, Li & Nuss, 2010
- Micraglossa oenealis Hampson, 1897
- Micraglossa scoparialis Warren, 1891
- Micraglossa straminealis (Hampson, 1903)
- Micraglossa tagalica Nuss, 1998
- Micraglossa tricitra (Meyrick, 1930)
- Micraglossa zhongguoensis Li, Li & Nuss, 2010